# Калауни, Говинда Прасад
Говинда Прасад Калауни (непальск. गोविन्दप्रसाद कलाैनी; род. 12 июня 1955, Байтади, Судурпаштин-Прадеш, Непал) — непальский политический и государственный деятель, губернатор Карнали-Прадеш (2019—2021).

## Биография
Родился 12 июня 1955 года в районе Байтади, Непал.
После окончания средней школы получил университетскую степень бакалавра в области образования, а затем начал преподавательскую карьеру. Спустя некоторое время он стал членом Национальной ассоциации педагогов Непала. Он также трижды выдвигал свою кандидатуру на выборах в Палату представителей от районов Даделдхура, Байтади и Канчанпур, но не смог набрать необходимого числа голосов. 
4 ноября 2019 года президент Бидхья Деви Бхандари назначила его губернатором провинции Карнали-Прадеш по рекомендации Правительства и Совета министров Непала. На этом посту он пробыл до 9 ноября 2021 года.